# Sattelgrund (Langenau)
Sattelgrund ist ein Gemeindeteil des Marktes Tettau im Landkreis Kronach (Oberfranken, Bayern).

## Geographie
Der Weiler liegt im tief eingeschnittenen Tal der Tettau direkt an der thüringischen Grenze und ist allseits von Wald umgeben. Der Seifbach mündet als linker Zufluss in die Tettau. Die Staatsstraße 2201 führt über Sattelgrund nach Alexanderhütte (1,8 km nördlich) bzw. nach Schauberg (4 km südlich). Eine Gemeindeverbindungsstraße führt nach Langenau zur Kreisstraße KC 9 (1,7 km südöstlich).

## Geschichte
Gegen Ende des 18. Jahrhunderts gab es nur einen Ort, der Sattelgrund hieß. Dieser gehörte zur Realgemeinde Tettau. Das Hochgericht übte das bayreuthische Amt Lauenstein aus. Die Grundherrschaft hatte das Kastenamt Lauenstein inne. Die Mahl- und Ölmühle wurde später auch als Massamühle bezeichnet.
Von 1797 bis 1808 unterstand der Ort dem Justiz- und Kammeramt Lauenstein. Mit dem Gemeindeedikt wurde Sattelgrund dem 1808 gebildeten Steuerdistrikt Langenau und der 1818 gebildeten Ruralgemeinde Langenau zugewiesen. Am 1. Mai 1978 wurde Sattelgrund im Zuge der Gebietsreform in Bayern nach Tettau eingegliedert.

### Einwohnerentwicklung
| Jahr      | 001818 | 001861 | 001871 | 001885 | 001900 | 001925 | 001950 | 001961 | 001970 | 001987 |
| Einwohner | *      | 11     | 4      | 7      | 12     | 16     | 35     | 25     | 18     | 8      |
| Häuser    | *      |        |        | 1      | 1      | 1      | 2      | 4      |        | 3      |
| Quelle    | [ 5 ]  | [ 7 ]  | [ 8 ]  | [ 9 ]  | [ 10 ] | [ 11 ] | [ 12 ] | [ 13 ] | [ 14 ] | [ 1 ]  |

## Religion
Der Ort ist evangelisch-lutherisch geprägt und nach St. Christophorus (Langenau) gepfarrt.